# 2018년 동계 올림픽 동티모르 선수단
2018년 동계 올림픽 동티모르 선수단은 대한민국 평창군에서 개최된 2018년 동계 올림픽에 참가할 예정인 올림픽 동티모르 선수단이다. 동티모르는 지난 2014년 소치 올림픽을 계기로 동계 올림픽에 처음 참가했으며, 이번이 두번째 참가이다.
이번 대회에서는 남자선수 한 명이 알파인스키 한 종목에 출전하였다.

## 참가 선수
| 종목       | 남자 | 여자 | 종합 |
| ---------- | ---- | ---- | ---- |
| 알파인스키 | 1    | 0    | 1    |
| 종합       | 1    | 0    | 1    |

## 알파인 스키
동티모르에는 총 한 명의 선수가 배정됐으며, 지난 대회에 출전했던 요안 구트 공칼브 선수가 다시 나섰다.
남자
- 요안 구트 공칼브

| 선수             | 종목      | 1차  | 1차  | 2차  | 2차  | 종합 | 종합 |
| 선수             | 종목      | 시간 | 순위 | 시간 | 순위 | 시간 | 순위 |
| ---------------- | --------- | ---- | ---- | ---- | ---- | ---- | ---- |
| 요안 구트 공칼브 | 남자 회전 | DNF  | DNF  | DNF  | DNF  | DNF  | DNF  |